# Nganingkoi Bolong
Der Nganingkoi Bolong (die französische Schreibweise Nganingkoi Bôlon wird auch verwendet) ist ein linker Nebenfluss des westafrikanischen Gambia-Flusses.

## Geographie
Der ungefähr 20 Kilometer lange Nganingkoi Bolong entspringt in der gambischen Verwaltungseinheit Lower River Region, direkt an der südlichen Grenze zum Senegal. Er fließt in westlicher Richtung. Der Fluss gehört zum größten Teil zu dem 11.500 Hektar großen Kiang West National Park, hier durchquert er einen Mangrovenwald.
Mit einer Breite von ungefähr 270 Metern fließt er als Jarin Bolong die letzten drei Kilometer nordwärts, nachdem er sich mit dem aus Westen kommenden Jali Bolong vereinigt, um dann mit einer Breite von ungefähr 190 Metern in den Gambia zu münden.
Der Zusatzbezeichnung Bolong, den viele Nebenflüsse des Gambias tragen, bedeutet in der Sprache der Mandinka „bewegliches Wasser“ oder „Nebenfluss“.